# Österåker
La commune d'Österåker est une commune suédoise du comté de Stockholm ; Environ 46 450 personnes y vivent (2020). Son chef-lieu se situe à Åkersberga.

## Géographie
La superficie de la municipalité est de 312,37 kilomètres carrés (1er janvier 2016) et la population est de 48 234 habitants (31 décembre 2021).
La municipalité est située dans le sud de Roslagen. La commune d'Österåker se caractérise en grande partie par sa proximité avec la mer Baltique à l'est et comprend plusieurs grandes îles dans la partie nord de l'archipel de Stockholm.
Il s'agit notamment de Ljusterö, Siarö, Vättersö, Husarö, Ingmarsö et Särsö.
La commune d'Österåker borde la commune de Värmdö et la commune de Vaxholm au sud, la commune de Täby à l'ouest, la commune de Vallentuna au nord-ouest et la commune de Norrtälje au nord, toutes situées dans le comté de Stockholm.

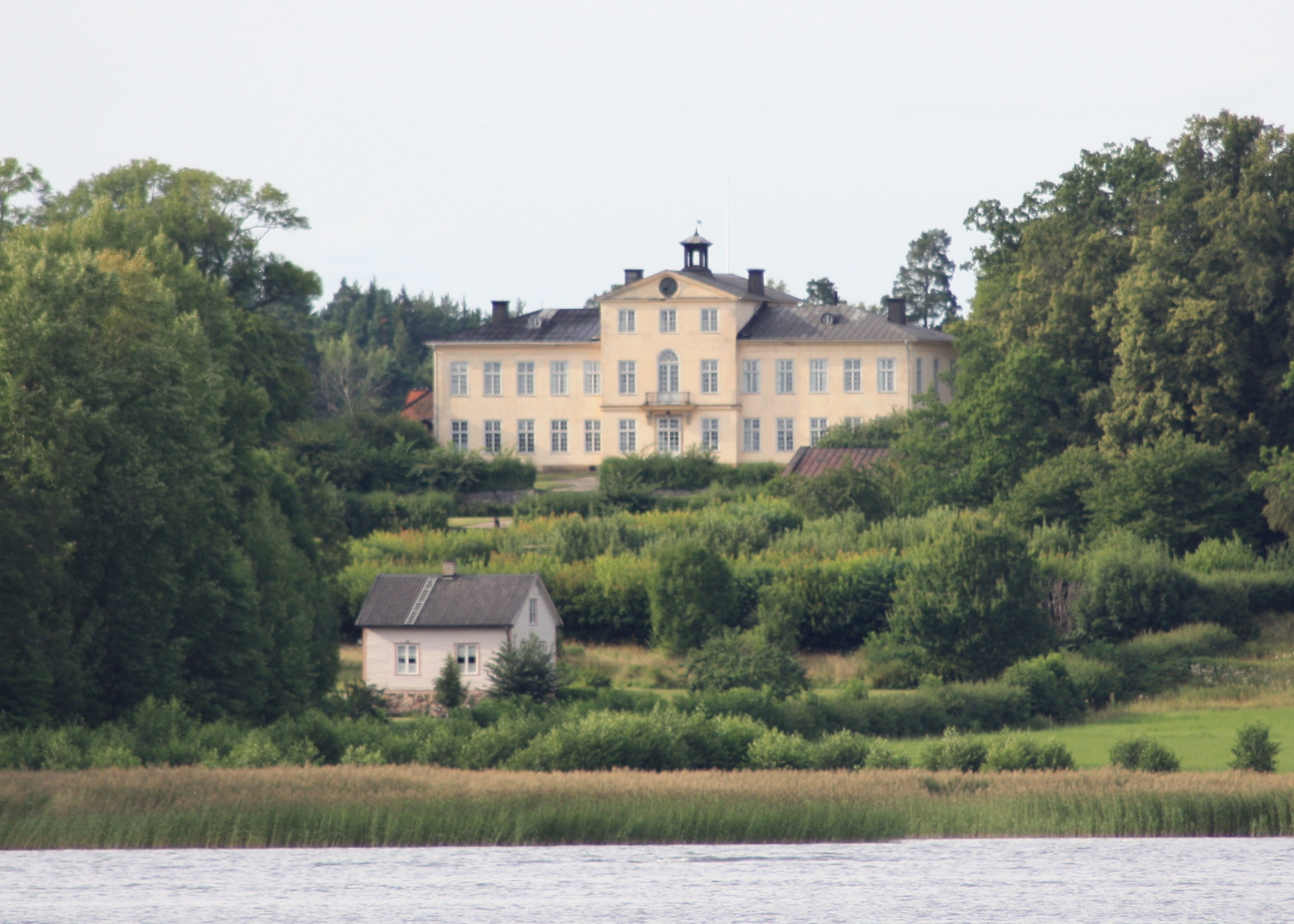
Le château d'Östanå.

## Population
| 1950  | 1955  | 1960  | 1965   | 1970   |
| ----- | ----- | ----- | ------ | ------ |
| 5 945 | 6 207 | 7 413 | 10 112 | 15 527 |

| 1975   | 1980   | 1985   | 1990   | 1995   |
| ------ | ------ | ------ | ------ | ------ |
| 22 664 | 25 631 | 26 324 | 30 230 | 32 140 |

| 2000   | 2005   | 2010   | 2015   | 2020   |
| ------ | ------ | ------ | ------ | ------ |
| 34 427 | 37 336 | 39 521 | 42 130 | 46 644 |

## Subdivisions administratives

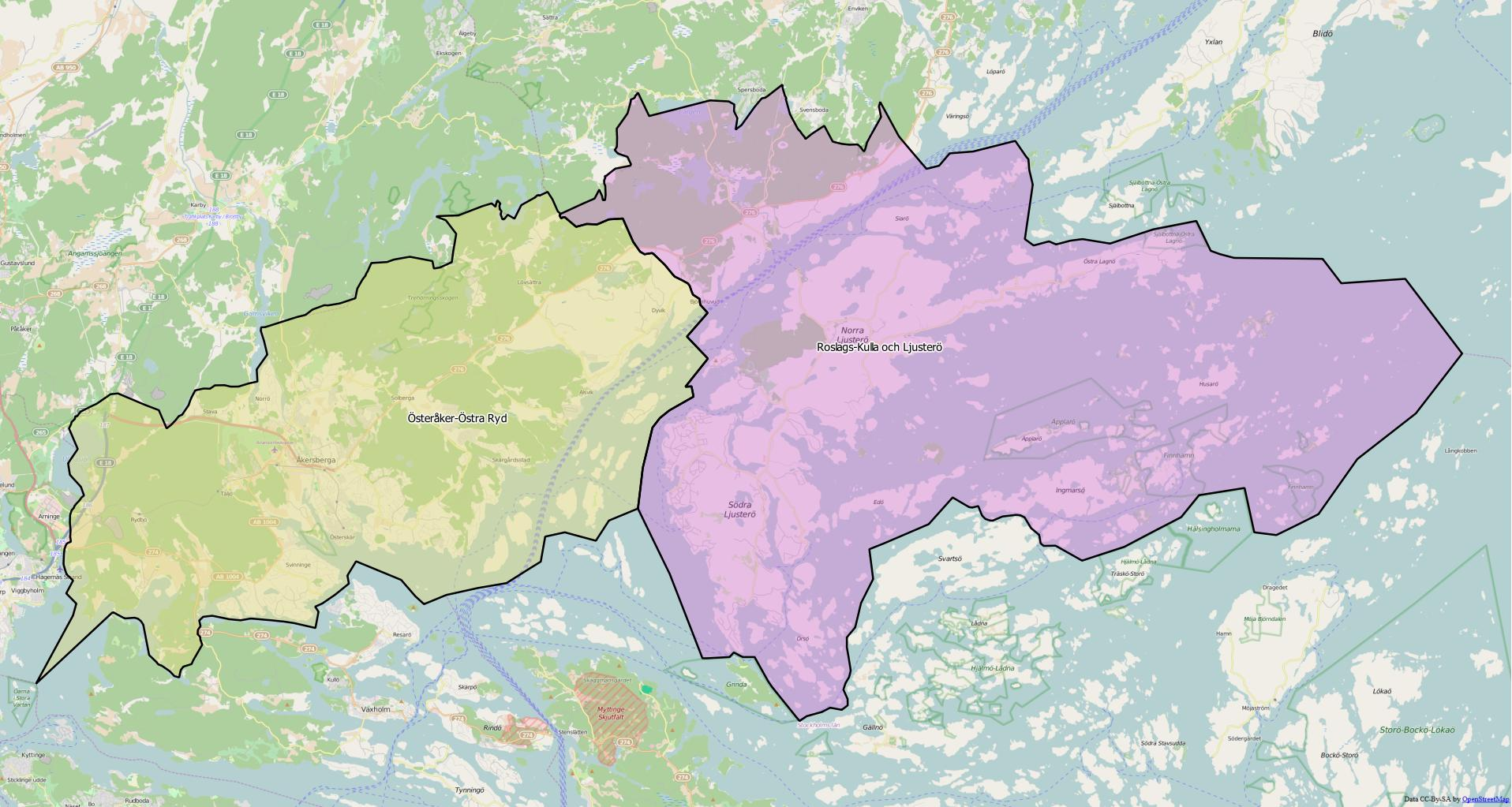
Districts d'Österåker.

Depuis 2016, la municipalité est divisée en deux districts – Roslags-Kulla et Ljusterö et Österåker-Östra Ryd.
Dans la municipalité se trouvent les 10 localités: Åkersberga (24 858 hab.), Norrö (222 hab.), Rydbo (480 hab.), Skärgårdsstad (1 625 hab.), Solberga (227 hab.), Stava (236 hab.), Svinninge (1 144 hab.), Täljö (293 hab.)

## Lieux et monuments
- Château de Rydboholm
- Réserve naturelle de Finnhamn

## Transport
A sa limite occidentale, une partie de la commune est traversée par la route européenne 18. 
De là partent la route comtale 274 vers le sud-est et la route comtale 276 qui traverse la commune au nord-est. 
Du sud-ouest jusqu'à Österskär, le Roslagsbanan (sv) de Storstockholms Lokaltrafik dessert la commune avec des arrêts à Rydbo, Täljö, Åkers Runö, Åkersberga et Tunagård.

## Personnalités
- Wilhelm von Essen (1879-1972), cavalier suédois de dressage.
- Eva von Bahr-Bergius (1874–1962), physicienne
- Alexander Östlund (1978-), footballeur
- Victor Crone (1992-), chanteur

## Jumelages
| Ville | Ville         | Pays | Pays     |
| ----- | ------------- | ---- | -------- |
|       | Kohila        |      | Estonie  |
|       | Kvinnherad    |      | Norvège  |
|       | Luçon         |      | France   |
|       | Ruotsinpyhtää |      | Finlande |

## Images

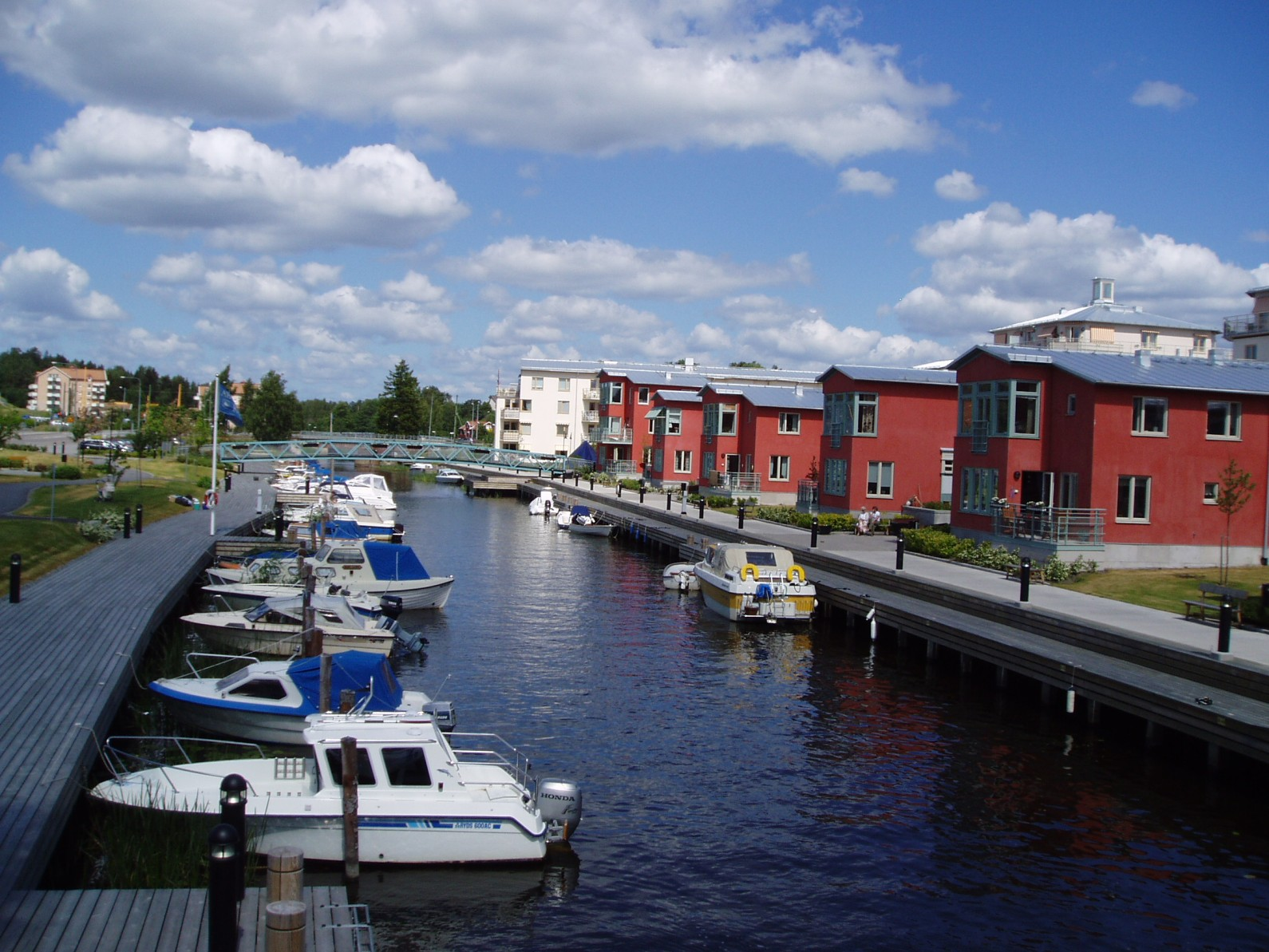
Le canal d'Åker à Åkersberga.
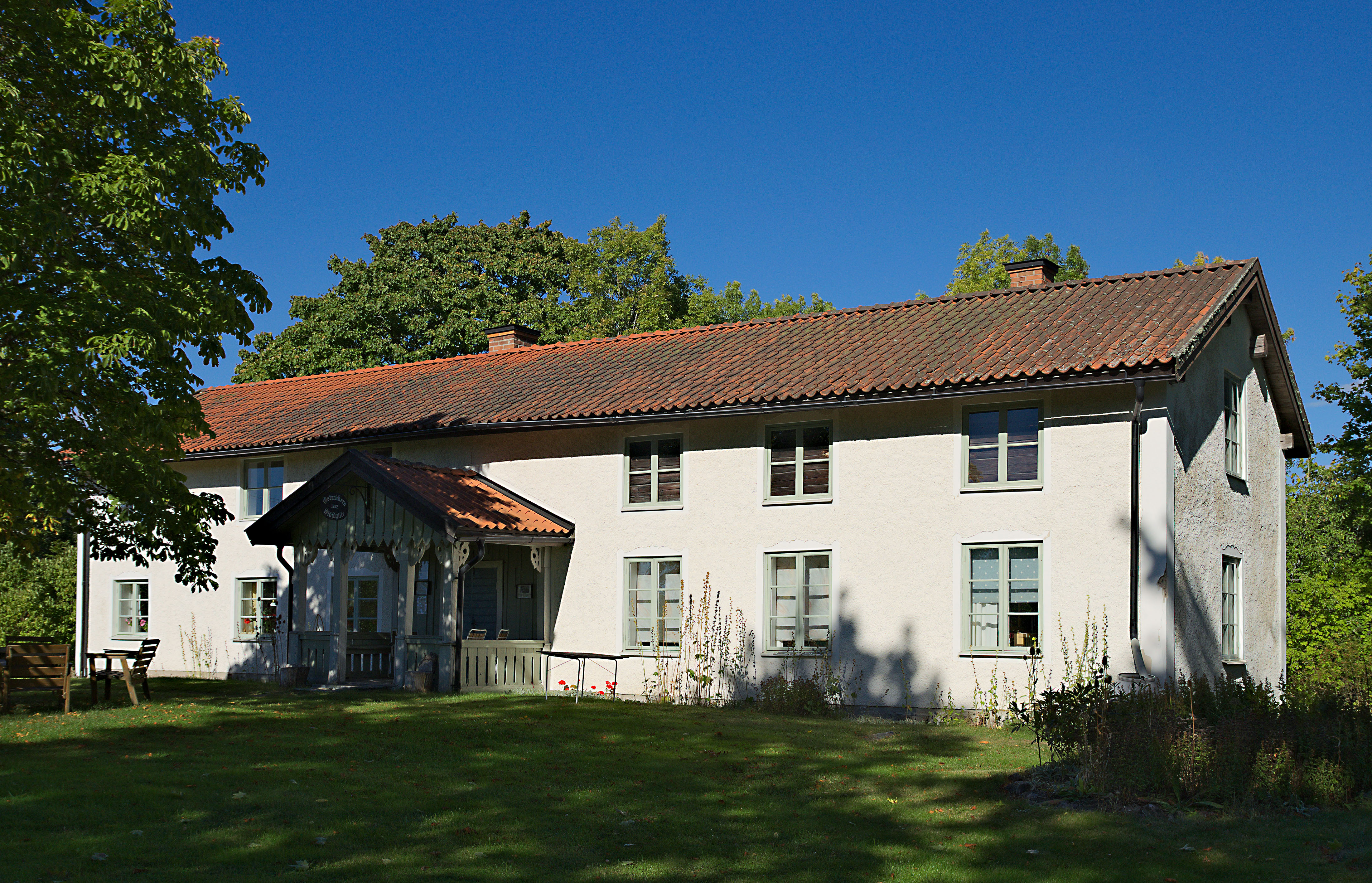
Le musée de l'école à Norrö.
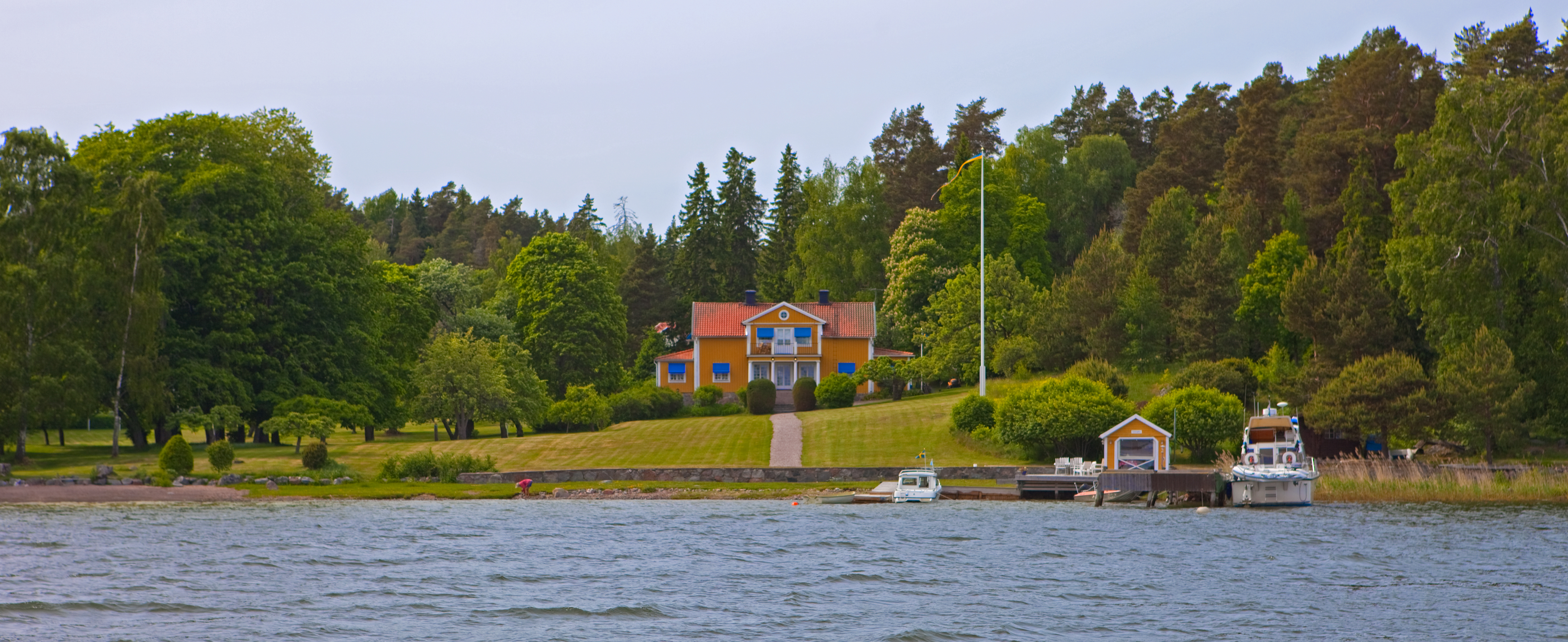
Svinninge.
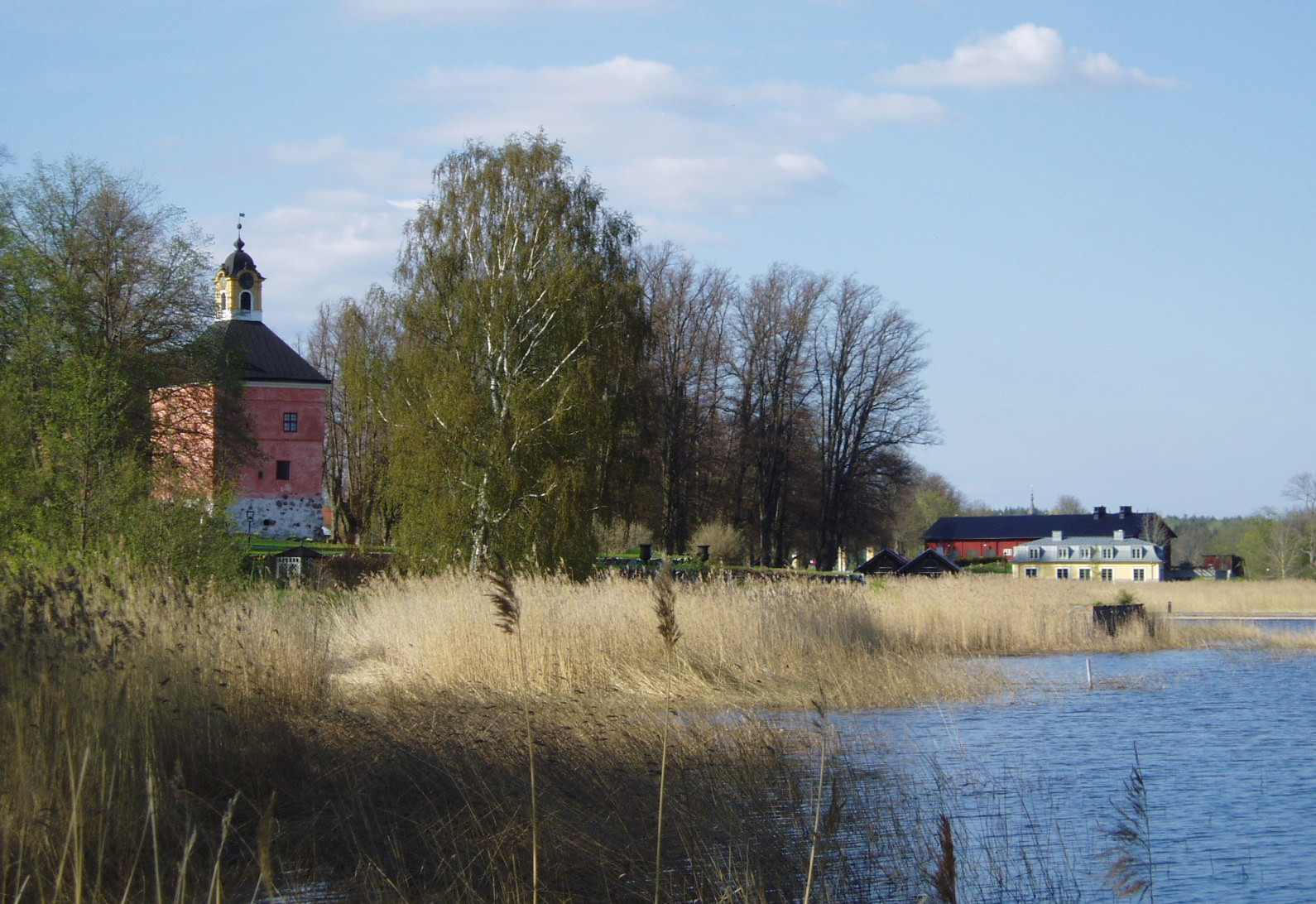
La tour du château de Rydboholm.